# Bloudkova plaketa
Bloudkova plaketa (slovinsky: Bloudkova plaketa, anglicky: Bloudek badge) je slovinské sportovní vyznamenání, nejvyšším je pak Bloudkova cena. Uděluje se od roku 1965, obě jsou pojmenovány po Stano Bloudkovi.

## Seznam držitelů
| Rok udělení | Sportovec/Organizace                           | Sport                    |
| ----------- | ---------------------------------------------- | ------------------------ |
| 1965        | Barbka Ščetinin - Lipovšek                     | horolezectví             |
| 1969        | Uroš Župančič                                  | horolezectví             |
| 1973        | Ciril Praček                                   | horolezectví             |
| 1973        | Pavle Šegula                                   | horolezectví             |
| 1974        | Matija Maležič                                 | horolezectví             |
| 1974        | V. Jugoslávská alpinistická himálajská výprava | horolezectví             |
| 1975        | Franci Savenc                                  | horolezectví             |
| 1976        | Ciril Debeljak                                 | horolezectví             |
| 1983        | Špiro Nikovič                                  | horolezectví             |
| 1983        | Viktor Grošelj                                 | horolezectví             |
| 1986        | Tomo Česen                                     | horolezectví             |
| 1986        | Marija Štremfelj                               | horolezectví             |
| 1987        | Tadej Slabe                                    | horolezectví             |
| 1989        | Stane Kersnik                                  | horolezectví             |
| 1990        | Marija Frantar                                 | horolezectví             |
| 1991        | Iztok Čop a Denis Žvegelj                      | veslování                |
| 1991        | Janez Jeglič a Silvo Karo                      | horolezectví             |
| 1993        | Miroslav Svetičič                              | horolezectví             |
| 1997        | Luka Špik                                      | veslování                |
| 2002        | Petra Nareksová                                | judo                     |
| 2002        | Raša Sraková                                   | judo                     |
| 2003        | Marjan Fabjan                                  | judo                     |
| 2003        | Lucija Polavderová                             | judo                     |
| 2008        | Marija Šestaková                               | atletika, trojskok       |
| 2011        | Natalija Gros                                  | sportovní lezení         |
| 2011        | Mina Markovič                                  | sportovní lezení         |
| 2013        | Vlora Beđetiová                                | judo                     |
| 2016        | Janja Garnbret                                 | sportovní lezení         |
| 2016        | Domen Škofic                                   | sportovní lezení         |
| 2016        | Anamari Velenšeková                            | judo                     |
| 2017        | Janez Svoljšak                                 | horolezectví, ledolezení |